# Хиршфогель, Августин
Августин Хиршфогель (нем. Augustin Hirschvogel) (1503, Нюрнберг — февраль 1553, Вена) — немецкий художник, землемер и картограф эпохи Ренессанса.

## Биография
Хиршфогель родился в семье известного нюрнбергского мастера витражей Фейта Хиршфогеля (1461—1525), который практически обладал монопольными правами на изготовление церковных витражей. Обучение в мастерской отца проходили Августин и его брат Фейт Хиршфогель Младший.
С распространением идей Реформации в Нюрнберге изготовление витражей для католической церкви перестало быть прибыльным занятием, Августин Хиршфогель обратился к другим сферам деятельности. К 1530 г. вместе с нюрнбергскими гончарами Ханнсом Никелем и Освальдом Рейнхартом он владел мастерской по производству расписных и глазированных глиняных кувшинов. Все глиняные кувшины в Нюрнберге, даже изготовленные в других мастерских, вскоре стали называться «хиршфогелевскими».
Приблизительно с 1536 г. Хиршфогель занялся землемерным делом. В 1544 г. он поселился в Вене. В качестве картографа он предпринял длительные поездки по поручению императорского двора Вены, в частности для императора Фердинанда I. Хиршфогель составил карты почти всей южной Европы. В частности он ему принадлежит авторство первых контурной и топографической карт города Вены. Продолжительное время считалось, что Хиршфогель первым использовал метод триангуляции для расчёта земельных участков, и изобрёл для этого специальные измерительные инструменты. Однако это предположение было недавно опровергнуто.
К этому периоду творчества универсального художника относятся эстампы и большое количество гравюр, среди которых — пейзажи и портреты, например, Парацельса. На его пейзажную манеру оказали влияние художники дунайской школы. Хиршфогель иллюстрировал библейскую типологию «Concordantz Alt und News Testaments» (1550).
Хиршфогель внёс вклад в науку геометрию, написав учебник геометрии 1543 г.

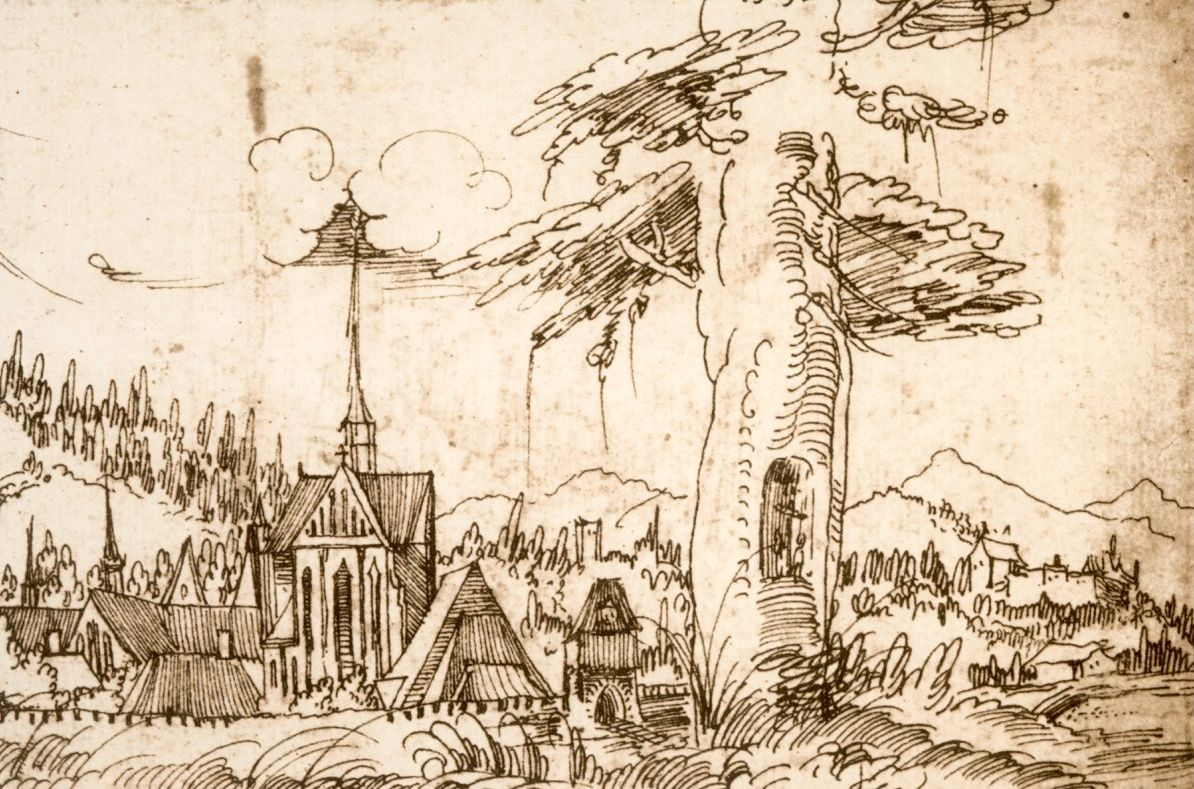
Имперское аббатство Салем
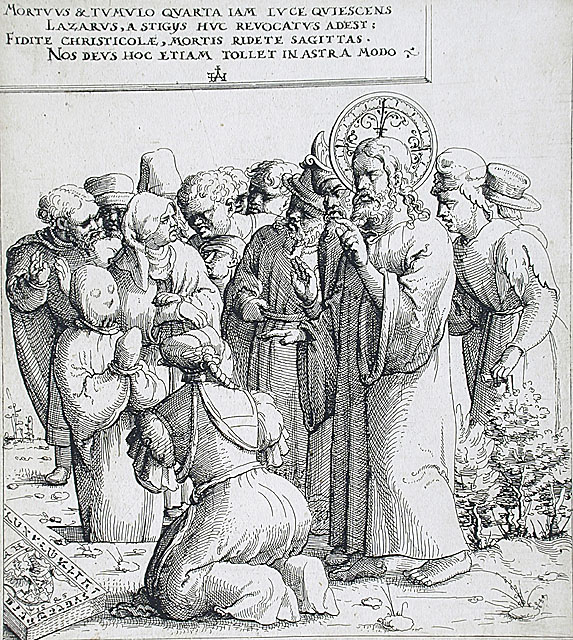
Воскрешение Лазаря
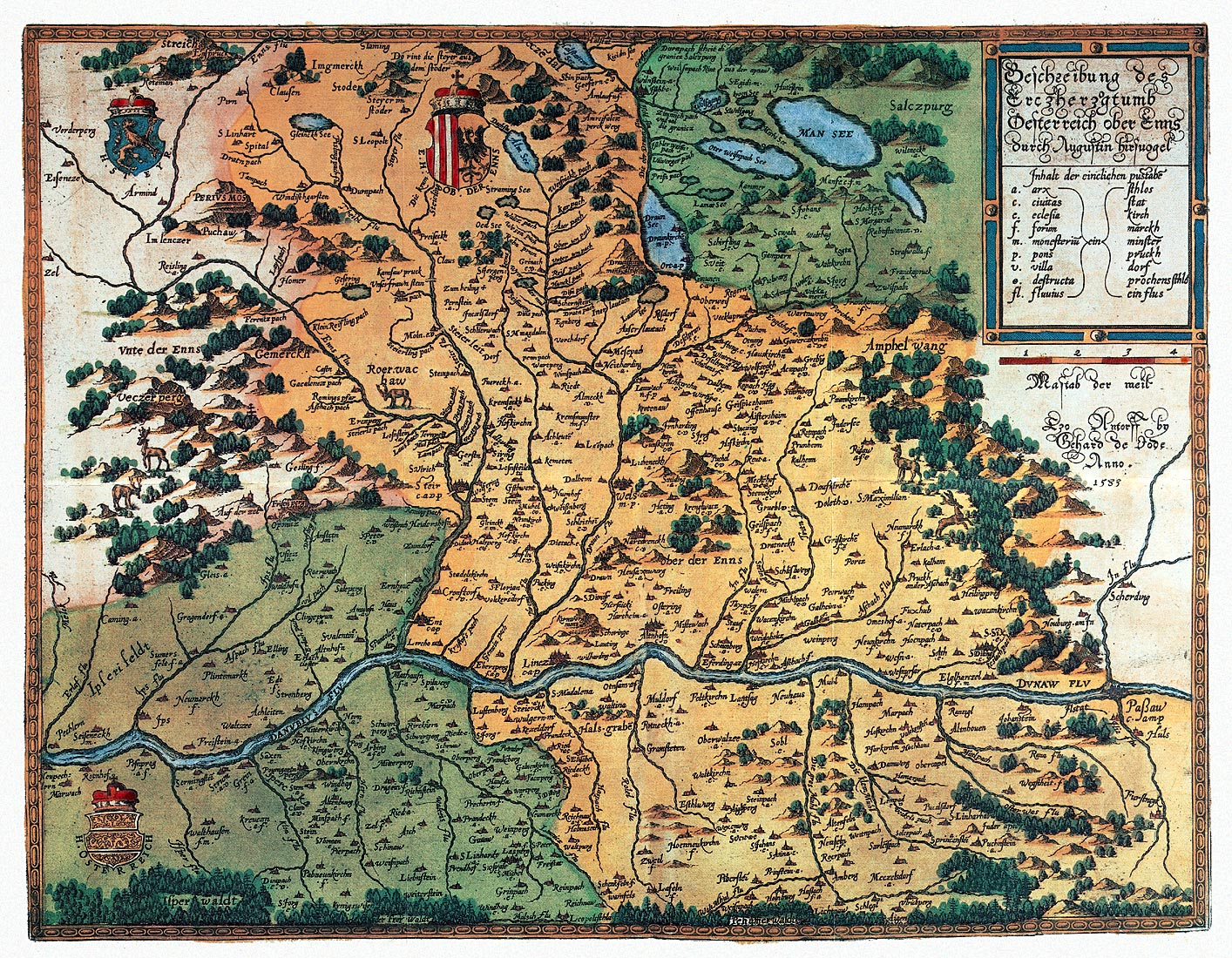
Карта Австрии
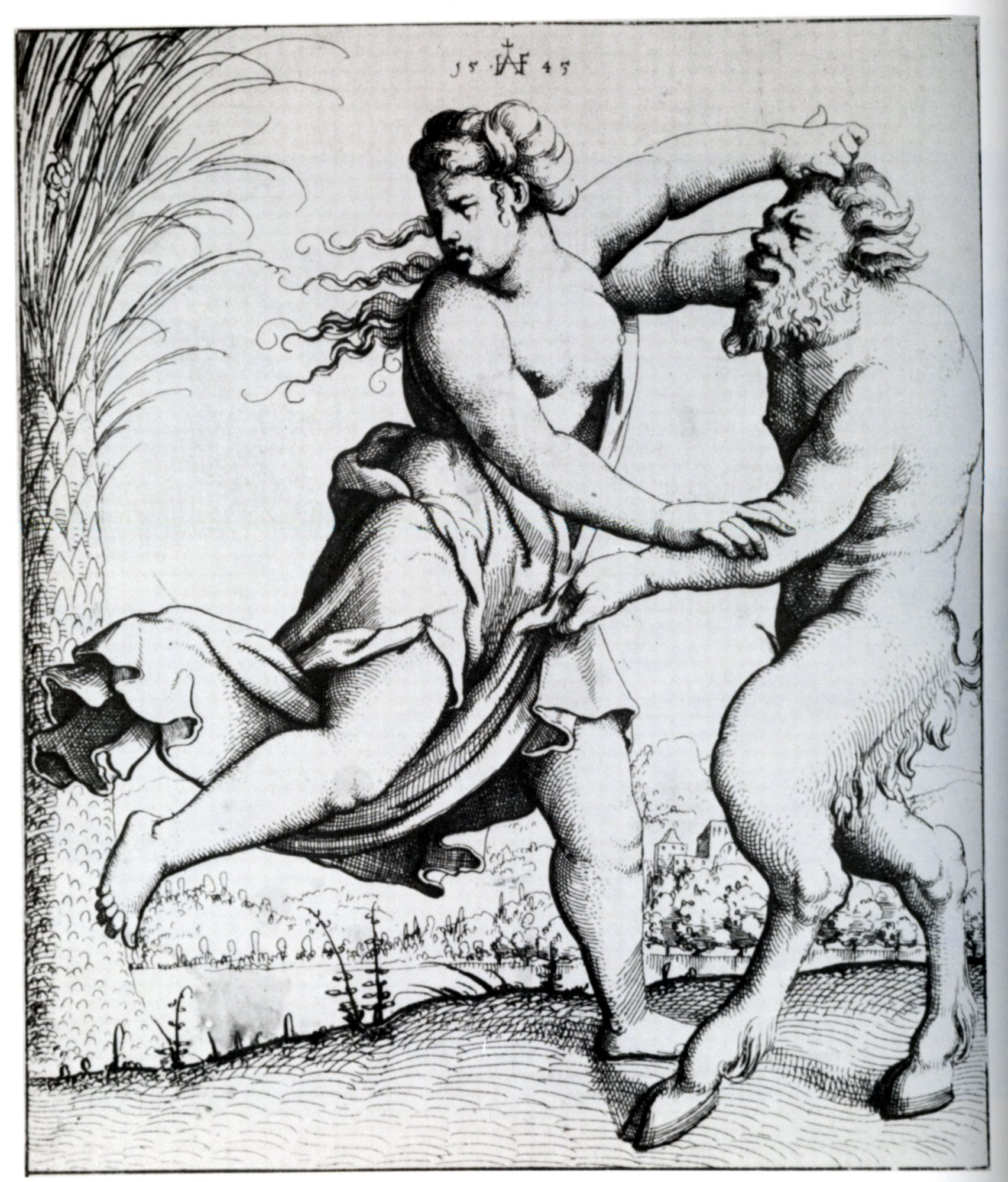
Женщина и сатир